# Kallakurichi (plaats)
Kallakurichi (ook wel gespeld als Kallakkurichi) is een panchayatdorp in het district Kallakurichi van de Indiase staat Tamil Nadu. 

## Demografie
Volgens de Indiase volkstelling van 2011 wonen er 52.507 mensen in Kallakurichi, waarvan 50% mannelijk en 50% vrouwelijk is. De plaats heeft een alfabetiseringsgraad van 86%. 